# Elvira Cortese
Elvira Cortese (Roma, 13 agosto 1910 – Roma, 20 ottobre 1982) è stata un'attrice italiana.

## Biografia
Figlia dell'impresario e giornalista napoletano Luca Cortese e di donna Beatrice Arena, era sorella dell'attore e regista Leonardo Cortese, uno dei più popolari attori degli anni quaranta, interprete, tra l'altro, di Un garibaldino al convento (1941), per la regia di Vittorio De Sica.
Attrice di cinema, teatro e televisione, nel film Via Margutta (1960), per la regia di Mario Camerini, accanto, tra gli altri, a giovani Gerard Blain, Corrado Pani, Antonella Lualdi, la Cortese traccia un gustoso ritratto di ricca turista tedesca burrosa e svagata, alle prese con le attenzioni di giovani pittori/latin-lover che nella celebre via degli artisti vivono la loro bohème. Nel 1962 recita nel film La cuccagna di Luciano Salce, con protagonisti Luigi Tenco e l'esordiente Donatella Turri, mentre nel 1970 è a fianco di Ugo Tognazzi e Maurice Ronet in Splendori e miserie di Madame Royale di Vittorio Caprioli.
Tra i suoi lavori più interessanti da ricordare la partecipazione al film Gruppo di famiglia in un interno (1974) di Luchino Visconti, nel ruolo di Erminia, e al film L'innocente (1976), ancora per la regia di Visconti, con il quale la Cortese aveva lavorato anche in teatro, nel 1958, nella realizzazione di Veglia la mia casa, angelo di Ketti Frings, a fianco di un giovane Corrado Pani.
Il lavoro in cinema e TV di Elvira Cortese si alterna ai puntuali impegni annuali sul palcoscenico con i più importanti Teatri Stabili e le maggiori compagnie teatrali, con le quali compie lunghe tournée in Italia e all'estero; come il tour russo de La lupa, con protagonista Anna Magnani, per la regia di Franco Zeffirelli, e le stagioni con il Teatro Stabile di Bolzano in allestimenti come, tra gli altri, la commedia Chicchignola, cavallo di battaglia di Ettore Petrolini, con protagonista Mario Scaccia, per la regia di Maurizio Scaparro.

## Filmografia
- Arrangiatevi, regia di Mauro Bolognini (1959)
- Via Margutta, regia di Mario Camerini (1960)
- La cuccagna, regia di Luciano Salce (1962)
- I pianeti contro di noi, regia di Romano Ferrara (1962)
- Il comandante, regia di Paolo Heusch (1963)
- La notte pazza del conigliaccio, regia di Alfredo Angeli (1967)
- Giarrettiera Colt, regia di Gian Rocco (1967)
- Splendori e miserie di Madame Royale, regia di Vittorio Caprioli (1970)
- Il grande duello, regia di Giancarlo Santi (1972)
- Crescete e moltiplicatevi, regia di Giulio Petroni (1973)
- Gruppo di famiglia in un interno, regia di Luchino Visconti (1974)
- Bordella, regia di Pupi Avati (1976)
- L'innocente, regia di Luchino Visconti (1976)
- Una spirale di nebbia, regia di Eriprando Visconti (1977)
- Al di là del bene e del male, regia di Liliana Cavani (1977)
- Un cuore semplice, regia di Giorgio Ferrara (1977)
- L'assistente sociale tutto pepe..., regia di Nando Cicero (1981)

### Televisione
- I miserabili, regia di Sandro Bolchi – miniserie TV (1964)
- La donna di picche, regia di Leonardo Cortese – miniserie TV (1972)
- Dov'è Anna?, regia di Piero Schivazappa – miniserie TV (1976)
- Così per gioco, regia di Leonardo Cortese – miniserie TV (1979)

## Teatro
- Maria di André Obey, ispirato al racconto Mistral di William Faulkner, versione italiana di Paolo Campanella, regia di Vittorio Vecchi[2] (1951)
- Veglia la mia casa, angelo di Ketti Frings, regia di Luchino Visconti (1958)
- La lupa di Giovanni Verga, regia di Franco Zeffirelli (1965)
- Chicchignola, regia di Maurizio Scaparro (1969-1970)